# Conophytum halenbergense
Conophytum halenbergense là một loài thực vật có hoa trong họ Phiên hạnh. Loài này được (Dinter & Schwantes) N.E.Br. mô tả khoa học đầu tiên năm 1926.